# Alstroemeria aurea
El Amancay dorado (Alstroemeria aurea) es una especie herbácea, perenne y rizomatosa perteneciente a la familia Alstroemeriaceae.

## Descripción
Es una planta de tallos simples y erguidos, que alcanzan desde los 40 cm hasta más de 1 m de altura. Las hojas son lanceoladas a oblanceoladas. En verano exhibe flores amarillas a anaranjadas, con manchas rojizas; con 6 tépalos y dispuestas en umbelas. El fruto es una cápsula elíptica. Tolera brevemente hasta -12 °C; y soporta suelos con pH tan ácido como 5,2.
Esta planta no posee un dimorfismo sexual ya que es Hermafrodito.

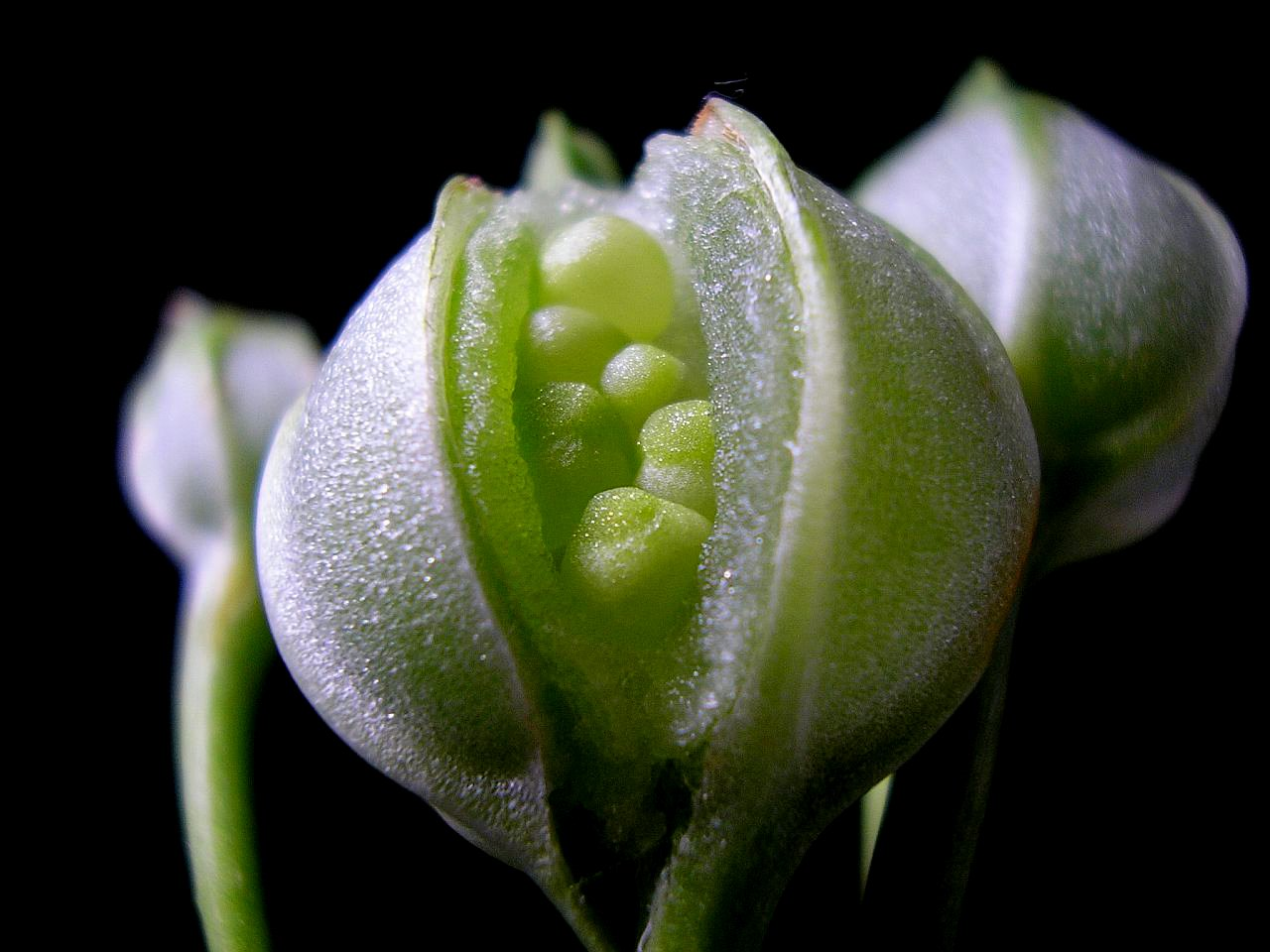
Fruto abierto de Alstroemeria aurea.

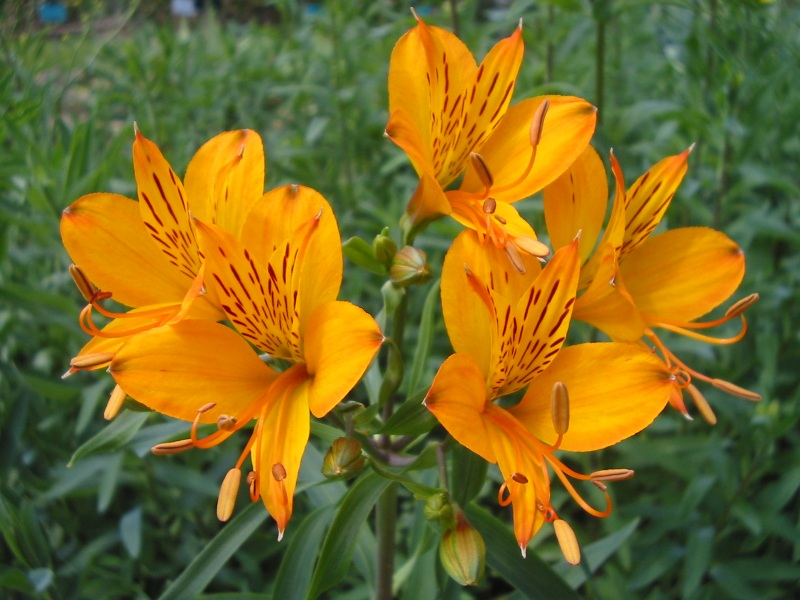
Alstroemeria aurea.

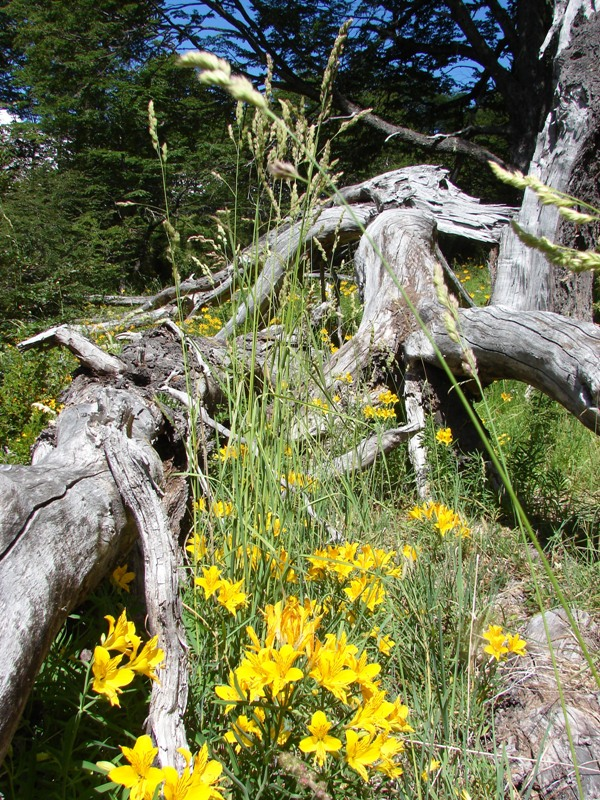
En su hábitat

## Distribución y hábitat
Es una especie característica del bosque andino patagónico, en el sur de Chile, en la Argentina y en su mayoría en Perú, siendo abundante en los bosques abiertos.

## Taxonomía
Alstroemeria aurea fue descrita por  Robert Graham, y publicado en Edinburgh Philosophical Journal 181. 1833.
Etimología
Alstroemeria: nombre genérico que fue nombrado en honor del botánico sueco barón Clas Alströmer (Claus von Alstroemer) por su amigo Carlos Linneo.
aurea: epíteto latino que significa "dorada".
Sinonimia

## Leyenda de Amancay
Hace muchos años en lo que hoy es Bariloche, vivían dos jóvenes que estaban profundamente enamorados. Pero venían de familias diferentes que no permitirían su amor mutuo.
Un día una gran peste asoló la región causando que uno de los afectados fuera el joven Quintral. Preocupada, Amancay decidió ir con una machi, quien le dijo que para salvar a su amado necesitaría ir a buscar la flor amarilla, la cual se encontraba en la cima de la montaña.
Cuando Amancay recogió la flor, el guardián de las cumbres de los dioses se le acercó exigiéndole que devolviera la preciada flor. Amancay, muerta de angustia, llegó a un acuerdo con el guardián. Ella entregaría su corazón a cambio de la flor que salvaría la vida del joven Quintral. Mientras el guardián llevaba el corazón lleno de amor de Amancay, éste goteaba sangre la cual caía en las cumbres de la región. Por cada gota que tocaba el suelo nacía una flor amarilla.
Desde ese día, quien te regala una flor de Amancay te entrega su amor.

## Cultivares
- "Orange King"
- "Dover Orange"
- "Lutea"

## Nombre común
En castellano el género es llamado amancay, aunque también traduciendo su nombre en inglés: lirio del Perú, lis del Inca, o azucena peruana. La especie es llamada amancay dorado, alstromeria dorada, rayen-cachu, peregrina, liuto, cascabel, o simplemente amancay.